# Saccopteryx antioquensis
Saccopteryx antioquensis é uma espécie de morcego da família Emballonuridae. Endêmica da Colômbia, pode ser encontrado em somente quatro localidades próximas a Antioquia.